# Le Faucon maltais (film, 1931)
Pour les articles homonymes, voir Le Faucon maltais.
Pour plus de détails, voir Fiche technique et Distribution.
Le Faucon maltais (The Maltese Falcon) est un film américain réalisé par Roy Del Ruth, sorti en 1931.

## Synopsis
Ruth Wonderly demande au détective privé Sam Spade et à son associé Miles Archer de suivre un homme, Thursby, qui se serait enfui avec sa jeune sœur ; le contrat étant intéressant financièrement, ils acceptent. Alors qu'il assurait la filature de Thursby, Archer est retrouvé mort ; plus tard, c'est Thursby qui est assassiné à son tour. Sam Spade est soupçonné d'être le meurtrier de Thursby, mais les policiers n’ont aucune preuve et le laissent libre. 
Spade interroge Ruth Wonderly sur cette affaire qui a déjà fait deux victimes, mais bien qu'elle semble en savoir plus qu'elle ne le prétend, Ruth ne lui apprend rien de plus, Plus tard, Spade reçoit la visite d’un homme ; celui-ci lui offre une importante somme d'argent pour qu'il retrouve une figurine représentant un oiseau noir, d'une grande valeur. Sam Spade interroge à nouveau Ruth, qui semble s'intéresser également à la fameuse statuette. L'affaire se complique lorsque Jacoby, le capitaine du bateau qui vient de ramener la statuette de Hong Kong, est lui aussi assassiné…

## Fiche technique
Source : IMDb, sauf mention contraire
- Titre original : The Maltese Falcon
- Titre français : Le Faucon maltais
- Réalisation : Roy Del Ruth
- Scénario : Maude Fulton, Brown Holmes et Lucien Hubbard (non crédité), d'après le roman du même titre de Dashiell Hammett
- Direction artistique : Robert M. Haas
- Costumes : Earl Luick
- Photographie : William Rees
- Montage : George Marks
- Société de production et de distribution : Warner Bros. Pictures
- Pays de production :  États-Unis
- Format : Noir et blanc - 35 mm - 1,37:1 - Mono
- Genre : Film noir
- Durée : 80 minutes[1]
- Date de sortie : États-Unis : 13 juin 1931

## Distribution
- Bebe Daniels : Ruth Wonderly
- Ricardo Cortez : Sam Spade
- Dudley Digges : Casper Gutman
- Una Merkel : Effie Perine
- Robert Elliott : Lieutenant Dubdy, policier
- Thelma Todd : Iva Archer
- Otto Matieson : Dr. Joel Cairo
- Walter Long : Miles Archer
- Dwight Frye : Wilmer Cook
- J. Farrell MacDonald : Sergent Tom Polhouse, policier
- Morgan Wallace

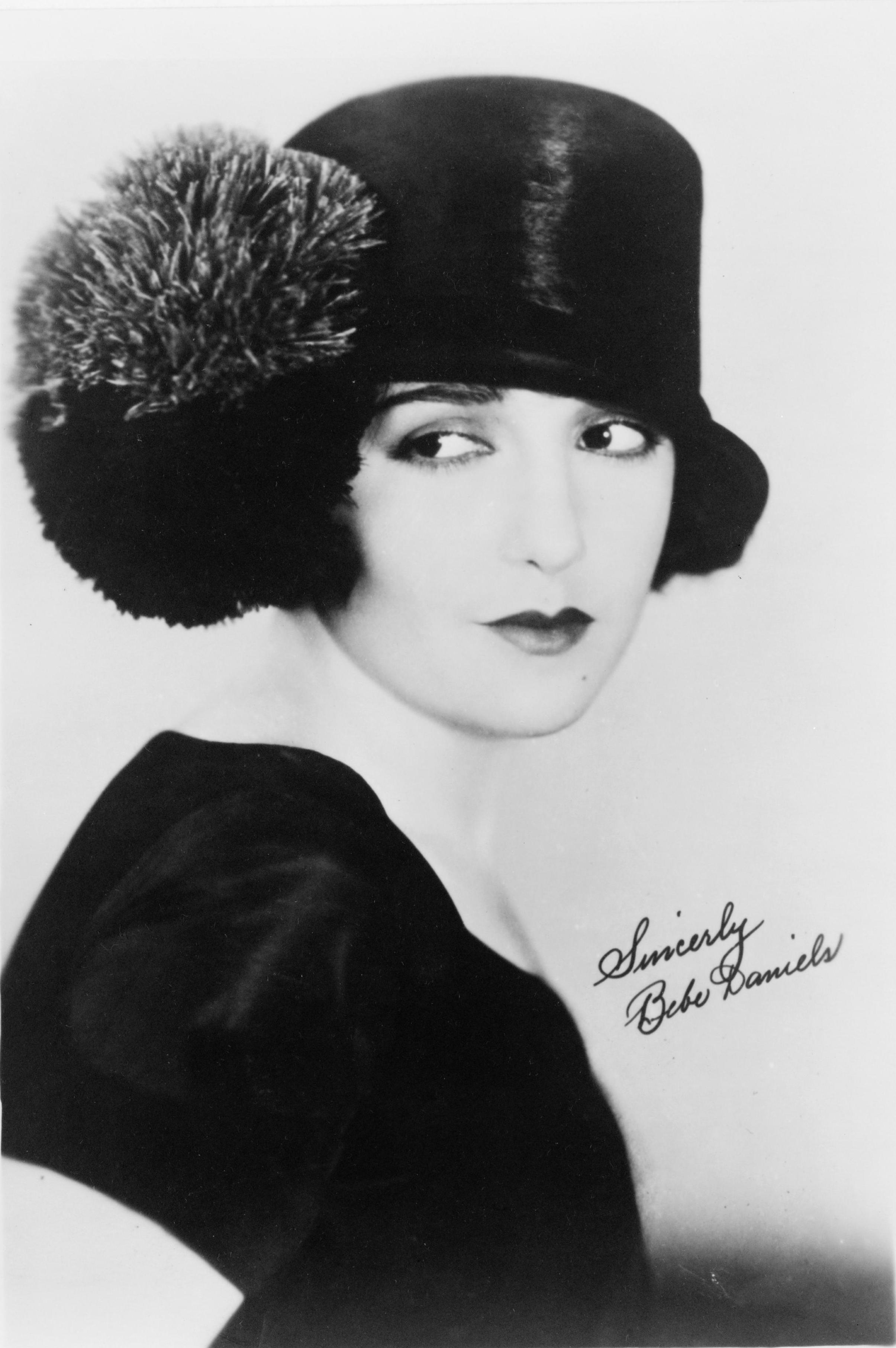
Bebe Daniels.
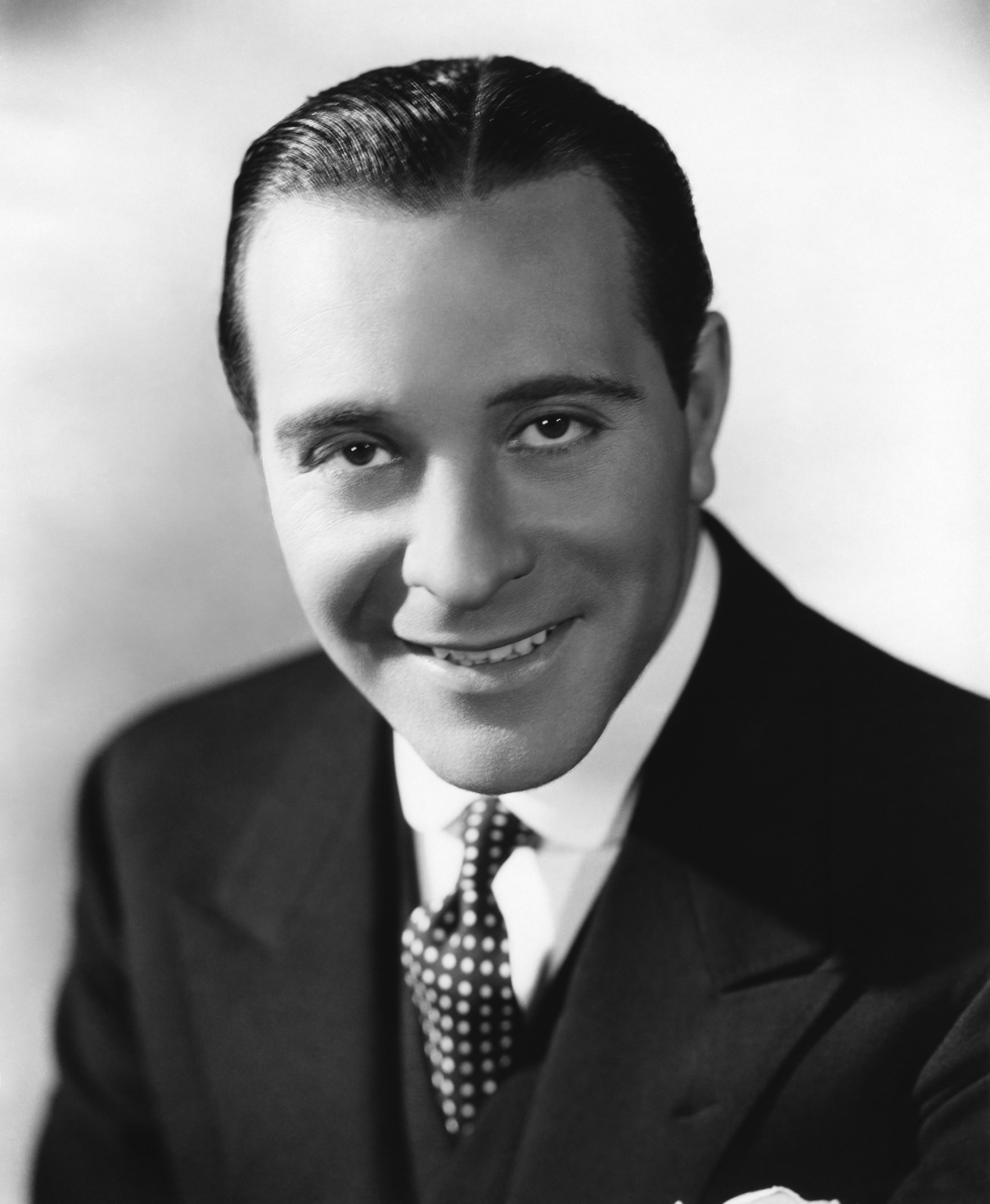
Ricardo Cortez.
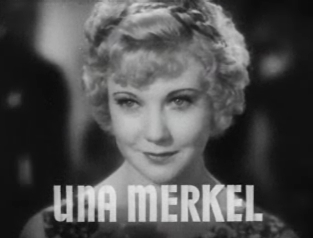
Una Merkel.
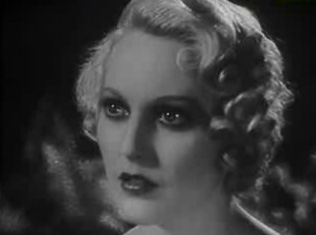
Thelma Todd.
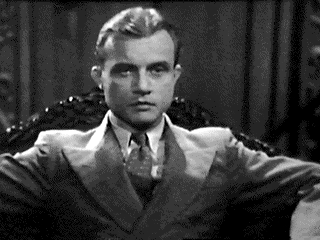
Dwight Frye.
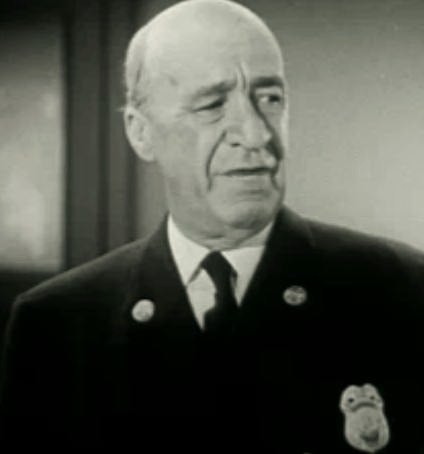
J. Farrell MacDonald.

## Autour du film
C'est la première adaptation filmée du roman de Dashiell Hammett, paru en 1929. Trois autres versions ont par la suite été réalisées, dont celle de John Huston (1941) avec Humphrey Bogart dans le rôle de Sam Spade.